# Space (альбом)
| Оценки критиков   | Оценки критиков |
| Источник          | Оценка          |
| ----------------- | --------------- |
| Alternative Press | [ 1 ]           |
| Exclaim!          | 6/10            |
| HM                | [ 3 ]           |
| Loudwire          | Positive        |
| Metal Injection   | Recommended     |

Space — второй мини-альбом американской металкор группы The Devil Wears Prada, выпущенный 21 августа 2015 года на звукозаписывающем лейбле Rise Records.
Это первый альбом группы без участия гитариста Криса Руби (англ. Chris Rubey) и последний альбом с участием ударника Дэниела Уильямса (англ. Daniel Williams) перед его уходом из группы в июле 2016 года.

## Список композиций
| №                   | Название                    | Длительность |
| ------------------- | --------------------------- | ------------ |
| 1.                  | «Planet A»                  | 4:19         |
| 2.                  | «Alien»                     | 2:41         |
| 3.                  | «Moongod»                   | 3:48         |
| 4.                  | «Celestial Mechanics»       | 1:29         |
| 5.                  | «Supernova»                 | 2:50         |
| 6.                  | «An Asteroid Towards Earth» | 4:25         |
| Общая длительность: | Общая длительность:         | 19:32        |

## Участники записи

### Состав группы
- Майк Граника (англ. Mike Hranica) — ведущий вокал, дополнительная гитара
- Джереми ДеПойстер (англ. Jeremy DePoyster) — ритм-гитара, чистый вокал
- Энди Трик (англ. Andy Trick) — бас-гитара
- Дэниэл Уильямс (англ. Daniel Williams) — ударные

## Позиции в чартах
| Чарт (2015)                          | Наивысшая позиция |
| ------------------------------------ | ----------------- |
| Австралия (ARIA)                     | 47                |
| США (Billboard 200)                  | 32                |
| США (Billboard Independent Albums)   | 2                 |
| США (Billboard Top Hard Rock Albums) | 5                 |
| США (Billboard Top Rock Albums)      | 8                 |